# Cantón de Dieuze
El cantón de Dieuze era una división administrativa francesa, que estaba situada en el departamento de Mosela y la región de Lorena.

## Composición
El cantón estaba formado por veintidós comunas:
- Bassing
- Bidestroff
- Blanche-Église
- Bourgaltroff
- Cutting
- Dieuze
- Domnom-lès-Dieuze
- Gelucourt
- Guébestroff
- Guéblange-lès-Dieuze
- Guébling
- Lidrezing
- Lindre-Basse
- Lindre-Haute
- Mulcey
- Rorbach-lès-Dieuze
- Saint-Médard
- Tarquimpol
- Val-de-Bride
- Vergaville
- Zarbeling
- Zommange

## Supresión del cantón de Dieuze
En aplicación del Decreto n.º 2014-183 de 18 de febrero de 2014, el cantón de Dieuze fue suprimido el 22 de marzo de 2015 y sus 22 comunas pasaron a formar parte del nuevo cantón de Le Saulnois.